# Burg Kahlenberg (Niedersachsen)
Die Burg Kahlenberg ist eine abgegangene, kleine Niederungsburg im Ortsteil Rhode der Stadt Langelsheim in Niedersachsen. Von der Befestigungsanlage in der Bauweise einer mittelalterlichen Turmhügelburg (Motte) sind nur noch der Burghügel sowie Graben und Wall vorhanden. Bauliche Reste haben sich nicht erhalten.

## Lage und Beschreibung
Die Burg Kahlenberg liegt am Nordwestrand des Harzes im Lutterer Becken. Dieses Gebiet ist Teil der historischen Landschaft des Ambergaus. Im engeren Bereich befindet sich die Burgstelle im Niederungsgebiet der Neile an der Gabel zwischen dem in Nord-Süd-Richtung verlaufenden Steimker Bach und dem einmündenden Kiefbach. Etwa 100 Meter östlich sowie westlich des Burghügels liegen einzelne Wohngebäude und Gehöfte des Ortsteils Rhode.
Der Burghügel wurde in versumpftem Gelände künstlich aufgeschüttet. Heute liegt er an Wiesen und Äckern. Es handelt sich um einen Rundhügel mit steilen Rändern, der eine Höhe von 5 Metern aufweist und mit Bäumen bestanden ist. Der Hügelfuß hat einen Durchmesser von 22 Metern. Die abgeflachte Hügelkrone misst etwa 6 bis 7 Meter im Durchmesser. An einer Seite des Hügels besteht eine Abtragung vom Bau eines Bunkers in neuerer Zeit, der heute nicht mehr vorhanden ist. Um den Burghügel verlief ein Burggraben von etwa 10 Meter Breite, der heute verlandet ist. Dem Graben ist außen ein flacher Wall vorgelagert. Er hat heute eine Höhe von einem Meter bei einer Breite von 5 Metern.
Eine urkundliche Überlieferung zur Burg Kahlenberg besteht nicht. Anhand des Aufbaus und durch Vergleich mit anderen Burganlagen dieses Typs wird angenommen, dass sie im 11. und 12. Jahrhundert bestanden hat.

## Untersuchungen
1999 führte die Universität Hannover von Juli bis November eine Ausgrabung durch. Dabei wurde festgestellt, dass das Burgplateau ursprünglich einen Durchmesser von etwa 12 Meter hatte und durch Angrabungen neuzeitlich gestört war. Es wurde ein rechteckiger Sandsteinquader gefunden, der vermutlich zum steinernen Unterbau für den hölzernen Turm diente.
Bei einem 25 Meter langen Grabungsschnitt im Umfeld des Burghügels, der durch den Graben und den Wall führte, wurde ein zweiter Graben entdeckt. Er umschloss einen Geländebereich mit Siedlungsspuren. Hier fand sich eine Siedlungsschicht mit Holzkohle, verziegeltem Lehm, Keramik aus dem 12. sowie 13. Jahrhundert sowie Metallteilen und Schlacken. Außerdem wurden die Überreste eines Gebäudes anhand von Pfostengruben und Schieferplatten der Dacheindeckung festgestellt.

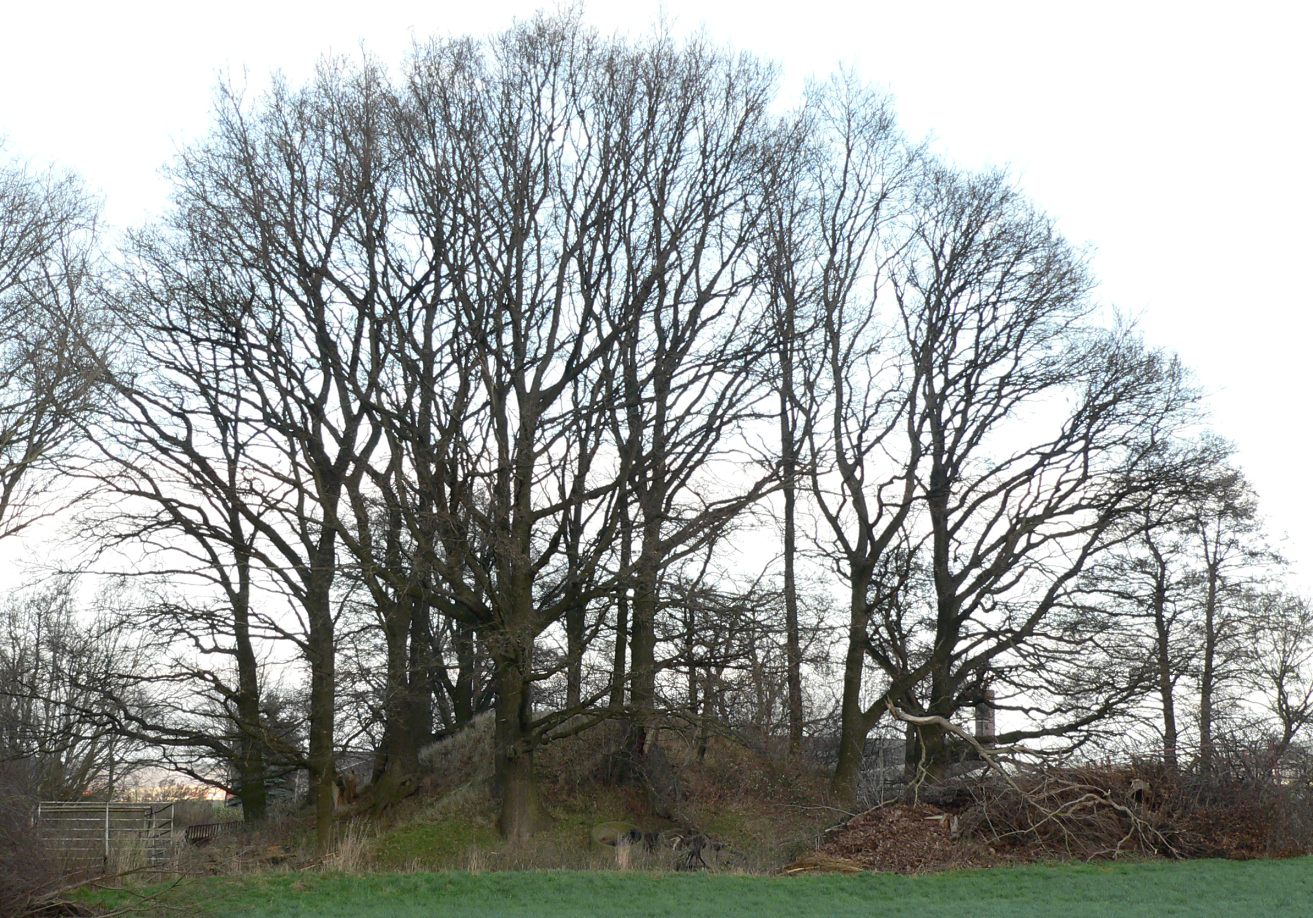
Ansicht von Süden (2015)
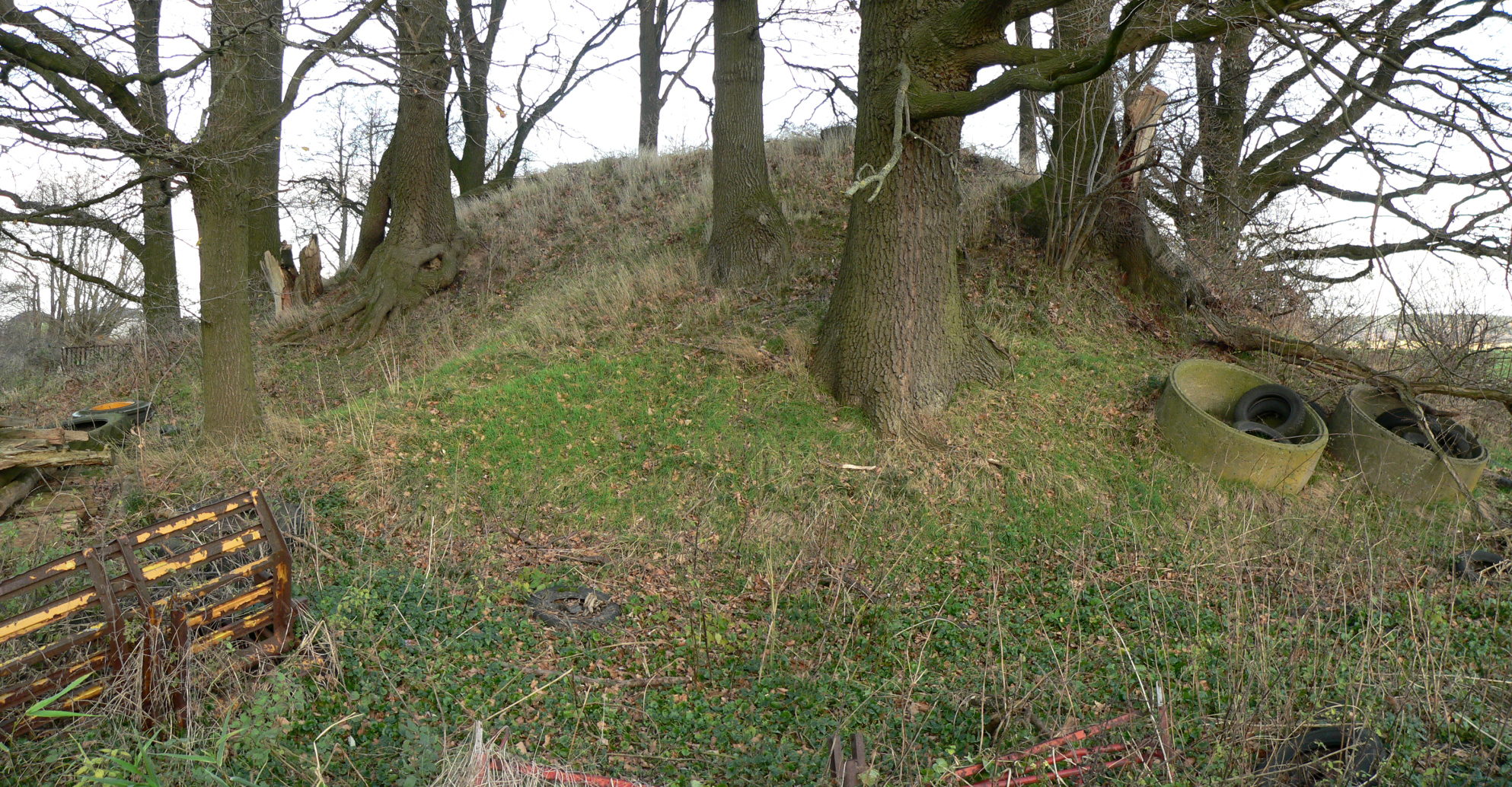
Der Burghügel aus der Nähe
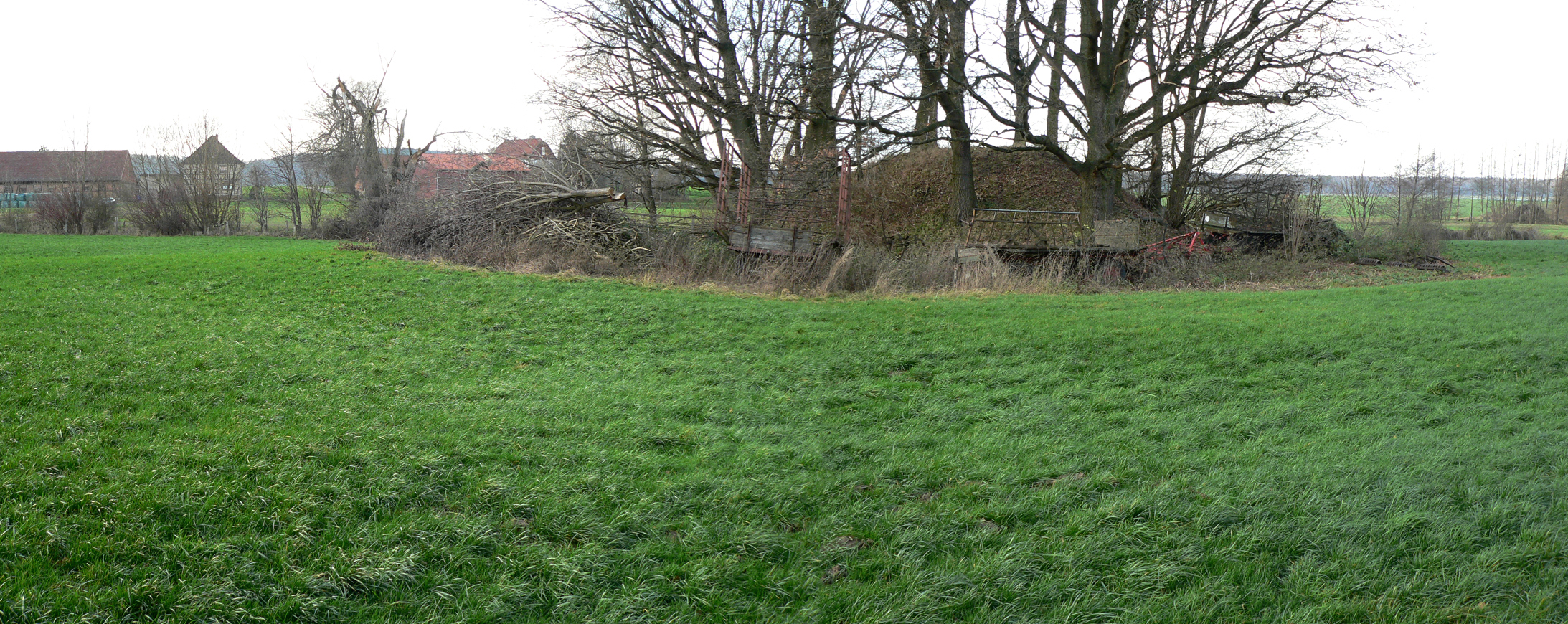
Ansicht von Osten mit Bodenwellen vom Burggraben und Wall